# Atletismo nos Jogos Pan-Americanos de 2023
As competições de atletismo nos Jogos Pan-Americanos de 2023 em Santiago, Chile, tiveram as provas de maratona isoladas no dia 22 de outubro e o restante dos eventos disputados entre 29 de outubro e 4 de novembro de 2023 no Estádio Nacional de Chile, com a maratona e marcha atlética sendo realizadas nas ruas de Santiago. Foram disputados 48 eventos, sendo 46 divididos igualmente entre homens e mulheres, além de dois eventos mistos.

## Qualificação
Um total de 778 atletas poderiam se classificar para competir. Cada CON poderia inscrever no máximo dois atletas em cada evento individual (desde que a segunda pessoa seja o atual campeão da área em 2022) e uma equipe por evento de revezamento. Cada evento tem um número máximo de competidores e um padrão mínimo de desempenho. O Chile, como nação anfitriã, recebeu uma vaga automática por evento, caso ninguém se qualificasse para determinado evento.
O vencedor de cada evento individual (mais as duas melhores equipes de revezamento por evento), de quatro torneios regionais de qualificação, se garantiram automaticamente mesmo que a marca padrão não fosse alcançada. Se uma cota de evento não fosse preenchida, atletas seriam convidados até que o número máximo de competidores do evento fosse atingido.
Para revezamentos, cada CON poderiam inscrever apenas dois competidores de revezamento para participar. Os demais integrantes de cada equipe devriam estar inscritos em provas individuais. Os padrões de qualificação deveriam ser alcançados entre 1º de janeiro de 2022 e 18 de setembro de 2023.

## Calendário
Em abril de 2021 foi divulgado o calendário de competições do atletismo nos Jogos Pan-Americanos de 2023.

## Nações participantes
Ao todo, 41 CONs tiveram atletas qualificados em ao menos um evento, com a quantidade de competidores representada em parênteses.
- ANT Antígua e Barbuda
- ARG Argentina (10)
- ARU Aruba
- BAH Bahamas (5)
- BAR Barbados
- BIZ Belize
- BER Bermudas
- BOL Bolívia (1)
- BRA Brasil (30)
- CAN Canadá (1)
- CHI Chile (9)
- COL Colômbia (15)
- CRC Costa Rica (1)
- CUB Cuba (11)
- DMA Dominica (1)
- ESA El Salvador (10)
- ECU Equador (14)
- EAI Equipe de Atletas Independentes (2)
- USA Estados Unidos (44)
- GRN Granada
- GUY Guiana
- HAI Haiti
- HON Honduras
- CAY Ilhas Cayman
- ISV Ilhas Virgens Americanas
- IVB Ilhas Virgens Britânicas (1)
- JAM Jamaica (18)
- MEX México (3)
- NCA Nicarágua
- PAN Panamá (1)
- PAR Paraguai (4)
- PER Peru (3)
- PUR Porto Rico (2)
- DOM República Dominicana (2)
- LCA Santa Lúcia
- SKN São Cristóvão e Neves
- VIN São Vicente e Granadinas
- SUR Suriname
- TTO Trinidad e Tobago
- URU Uruguai (1)
- VEN Venezuela (13)

## Medalhistas
Masculino
| Evento                              | Ouro                                                                    | Ouro     | Prata                                                                 | Prata        | Bronze                                                                             | Bronze       |
| ----------------------------------- | ----------------------------------------------------------------------- | -------- | --------------------------------------------------------------------- | ------------ | ---------------------------------------------------------------------------------- | ------------ |
| 100 metros detalhes                 | José Alnardo González DOM República Dominicana                          | 10.30    | Felipe Bardi BRA Brasil                                               | 10.31 (.302) | Emanuel Archibald GUY Guiana                                                       | 10.31 (.310) |
| 200 metros detalhes                 | Renan Correa BRA Brasil                                                 | 20.37    | José Arnaldo González DOM República Dominicana                        | 20.56        | Nadale Buntin SKN São Cristóvão e Neves                                            | 20.79        |
| 400 metros detalhes                 | Lucas Vilar BRA Brasil                                                  | 45.77    | Luis Avilés MEX México                                                | 45.97        | Martín Kouyoumdjian CHI Chile                                                      | 46.58        |
| 800 metros detalhes                 | José Antonio Maita VEN Venezuela                                        | 1:45.69  | Jesús Tonatiú López MEX México                                        | 1:46.04      | Navasky Anderson JAM Jamaica                                                       | 1:46.40      |
| 1500 metros detalhes                | Charles Philibert-Thiboutot CAN Canadá                                  | 3:39.74  | Robert Heppenstall CAN Canadá                                         | 3:39.76      | Casey Comber USA Estados Unidos                                                    | 3:39.90      |
| 5000 metros detalhes                | Kasey Knevelbaard USA Estados Unidos                                    | 14:47.69 | Charles Philibert-Thiboutot CAN Canadá                                | 14:48.02     | Altobeli da Silva BRA Brasil                                                       | 14:48.18     |
| 10000 metros detalhes               | Isai Rodriguez USA Estados Unidos                                       | 28:17.84 | Samuel Chelanga USA Estados Unidos                                    | 29:01.21     | Alberto González EAI Equipe de Atletas Independentes                               | 29:12.24     |
| 4x100 metros detalhes               | Rodrigo do Nascimento Felipe Bardi Erik Cardoso Renan Correa BRA Brasil | 38.68    | Reynaldo Espinosa Edel Amores Yaniel Carrero Shainer Rengifo CUB Cuba | 39.26        | Tomás Mondino Bautista Diamante Juan Ignacio Ciampitti Franco Florio ARG Argentina | 39.48        |
| 4x400 metros detalhes               | Lucas Carvalho Matheus Lima Douglas Mendes Lucas Vilar BRA Brasil       | 3:03.92  | Guillermo Campos Luis Avilés Edgar Ramírez Valente Mendoza MEX México | 3:04.22      | Ezequiel Suárez Robert King Ferdy Agramonte Yeral Nuñez DOM República Dominicana   | 3:05.98      |
| 110 metros com barreiras detalhes   | Eduardo de Deus BRA Brasil                                              | 13.67    | De'Vion Wilson USA Estados Unidos                                     | 13.78        | Rafael Pereira BRA Brasil                                                          | 14.04        |
| 400 metros com barreiras detalhes   | Jaheel Hyde JAM Jamaica                                                 | 49.19    | Matheus Lima BRA Brasil                                               | 49.69        | Yoao Illas CUB Cuba                                                                | 49.74        |
| 3000 metros com obstáculos detalhes | Jean-Simon Desgagnés CAN Canadá                                         | 8:30.14  | Daniel Michalski USA Estados Unidos                                   | 8:36.47      | Carlos San Martín COL Colômbia                                                     | 8:41.59      |
|                                     |                                                                         |          |                                                                       |              |                                                                                    |              |
| Maratona detalhes                   | Cristhian Pacheco PER Peru                                              | 2:11:14  | Hugo Catrileo CHI Chile                                               | 2:12:07      | Luis Ostos PER Peru                                                                | 2:12:34      |
| 20 km marcha atlética detalhes      | David Hurtado ECU Equador                                               | 1:19.20  | Caio Bonfim BRA Brasil                                                | 1:19.24      | Andrés Olivas MEX México                                                           | 1:19.56      |
|                                     |                                                                         |          |                                                                       |              |                                                                                    |              |
| Salto em distância detalhes         | Arnovis Dalmero COL Colômbia                                            | 8.08     | Alejandro Parada CUB Cuba                                             | 8.01         | Maikel Vidal CUB Cuba                                                              | 8.01         |
| Salto triplo detalhes               | Lázaro Martínez CUB Cuba                                                | 17.19    | Almir dos Santos BRA Brasil                                           | 16.92        | Cristian Nápoles CUB Cuba                                                          | 16.66        |
| Salto em altura detalhes            | Luis Zayas CUB Cuba                                                     | 2.27     | Luis Joel Castro PUR Porto Rico                                       | 2.24         | Donald Thomas BAH Bahamas                                                          | 2.24         |
| Salto com vara detalhes             | Matt Ludwig USA Estados Unidos                                          | 5.55     | Germán Chiaraviglio ARG Argentina                                     | 5.50         | Jorge Luna MEX México                                                              | 5.40         |
| Arremesso de peso detalhes          | Darlan Romani BRA Brasil                                                | 21.36    | Uziel Muñoz MEX México                                                | 21.15        | Jordan Geist USA Estados Unidos                                                    | 20.53        |
| Lançamento de disco detalhes        | Lucas Nervi CHI Chile                                                   | 63.39    | Mauricio Ortega COL Colômbia                                          | 61.86        | Fedrick Dacres JAM Jamaica                                                         | 61.25        |
| Lançamento de dardo detalhes        | Curtis Thompson USA Estados Unidos                                      | 79.65    | Pedro Henrique Rodrigues BRA Brasil                                   | 78.45        | Leslain Baird GUY Guiana                                                           | 78.23        |
| Lançamento de martelo detalhes      | Ethan Katzberg CAN Canadá                                               | 80.96    | Daniel Haugh USA Estados Unidos                                       | 77.62        | Rudy Winkler USA Estados Unidos                                                    | 76.65        |
|                                     |                                                                         |          |                                                                       |              |                                                                                    |              |
| Decatlo detalhes                    | Santiago Ford CHI Chile                                                 | 7834     | José Fernando Ferreira BRA Brasil                                     | 7748         | Ryan Talbot USA Estados Unidos                                                     | 7742         |

Feminino
| Evento                              | Ouro                                                                                    | Ouro     | Prata                                                                                     | Prata    | Bronze                                                                                                  | Bronze   |
| ----------------------------------- | --------------------------------------------------------------------------------------- | -------- | ----------------------------------------------------------------------------------------- | -------- | --- | -------- |
| 100 metros detalhes                 | Yunisleidy García CUB Cuba                                                              | 11.36    | Jasmine Abrams GUY Guiana                                                                 | 11.52    | Michelle-Lee Ahye TTO Trinidad e Tobago                                                                 | 11.53    |
| 200 metros detalhes                 | Marileidy Paulino DOM República Dominicana                                              | 22.74    | Yunisleidy García CUB Cuba                                                                | 23.33    | Ana Azevedo BRA Brasil                                                                                  | 23.52    |
| 400 metros detalhes                 | Martina Weil CHI Chile                                                                  | 51.48    | Nicole Caicedo ECU Equador                                                                | 51.76    | Evelis Aguilar COL Colômbia                                                                             | 51.95    |
| 800 metros detalhes                 | Sahily Diago CUB Cuba                                                                   | 2:02.71  | Déborah Rodríguez URU Uruguai                                                             | 2:02.88  | Rose Mary Almanza CUB Cuba                                                                              | 2:03.68  |
| 1500 metros detalhes                | Joselyn Brea VEN Venezuela                                                              | 4:11.80  | Daily Cooper CUB Cuba                                                                     | 4:11.86  | Emily Mackay USA Estados Unidos                                                                         | 4:12.02  |
| 5000 metros detalhes                | Joselyn Brea VEN Venezuela                                                              | 16:04.12 | Taylor Werner USA Estados Unidos                                                          | 16:06.48 | Julie-Anne Staehli CAN Canadá                                                                           | 16:06.75 |
| 10000 metros detalhes               | Luz Mery Rojas PER Peru                                                                 | 33:12.19 | Laura Galván MEX México                                                                   | 33:15.85 | Ednah Kurgat USA Estados Unidos                                                                         | 33:16.61 |
| 4x100 metros detalhes               | Laura Moreira Enis Verdecia Yarima García Yunisleidy García Jocelyn Echazabal* CUB Cuba | 43.72    | Anaís Hernández Martina Weil Isidora Jiménez María Montt CHI Chile                        | 44.19    | Liranyi Alonso Marileidy Paulino Martha Méndez Anabel Medina Darianny Jiménez* DOM República Dominicana | 44.32    |
| 4x400 metros detalhes               | Zurian Hechavarría Rose Mary Almanza Sahily Diago Lisneidy Veitía CUB Cuba              | 3:33.15  | Mariana Pérez Anabel Medina Franshina Martínez Marileidy Paulino DOM República Dominicana | 3:34.27  | Anny Caroline de Bassi Letícia Nonato Jainy dos Santos Tiffani Marinho BRA Brasil                       | 3:34.80  |
| 100 metros com barreiras detalhes   | Andrea Vargas CRC Costa Rica                                                            | 13.06    | Greisys Roble CUB Cuba                                                                    | 13.09    | Alaysha Johnson USA Estados Unidos                                                                      | 13.19    |
| 400 metros com barreiras detalhes   | Gianna Woodruff PAN Panamá                                                              | 56.44    | Marlene Santos BRA Brasil                                                                 | 57.18    | Daniela Rojas CRC Costa Rica                                                                            | 57.41    |
| 3000 metros com obstáculos detalhes | Belén Casetta ARG Argentina                                                             | 9:39.47  | Alycia Butterworth CAN Canadá                                                             | 9:40.86  | Tatiane Raquel Silva BRA Brasil                                                                         | 9:41.29  |
|                                     |                                                                                         |          |                                                                                           |          | |          |
| Maratona detalhes                   | Citlali Cristian MEX México                                                             | 2:27:12  | Florencia Borelli ARG Argentina                                                           | 2:27:29  | Gladys Tejeda PER Peru                                                                                  | 2:30:39  |
| 20 km marcha atlética detalhes      | Kimberly García PER Peru                                                                | —        | Glenda Morejón ECU Equador                                                                | —        | Evelyn Inga PER Peru                                                                                    | —        |
|                                     |                                                                                         |          |                                                                                           |          | |          |
| Salto em distância detalhes         | Natalia Linares COL Colômbia                                                            | 6.66     | Eliane Martins BRA Brasil                                                                 | 6.49     | Tiffany Flynn USA Estados Unidos                                                                        | 6.40     |
| Salto triplo detalhes               | Leyanis Pérez CUB Cuba                                                                  | 14.75    | Liadagmis Povea CUB Cuba                                                                  | 14.41    | Thea Lafond DMA Dominica                                                                                | 14.25    |
| Salto em altura detalhes            | Rachel McCoy USA Estados Unidos                                                         | 1.87     | Jennifer Rodríguez COL Colômbia                                                           | 1.84     | Marisabel Senyu DOM República Dominicana                                                                | 1.81     |
| Salto com vara detalhes             | Bridget Williams USA Estados Unidos                                                     | 4.60     | Robeilys Peinado VEN Venezuela                                                            | 4.55     | Aslin Quiala CUB Cuba                                                                                   | 4.40     |
| Arremesso de peso detalhes          | Sarah Mitton CAN Canadá                                                                 | 19.19    | Rosa Ramírez DOM República Dominicana                                                     | 17.99    | Adelaide Aquilla USA Estados Unidos                                                                     | 17.73    |
| Lançamento de disco detalhes        | Izabela da Silva BRA Brasil                                                             | 59.63    | Andressa de Morais BRA Brasil                                                             | 59.29    | Samantha Hall JAM Jamaica                                                                               | 59.14    |
| Lançamento de dardo detalhes        | Flor Ruiz COL Colômbia                                                                  | 63.10    | Rhema Otabor BAH Bahamas                                                                  | 60.54    | Madelyn Harris USA Estados Unidos                                                                       | 60.06    |
| Lançamento de martelo detalhes      | DeAnna Price USA Estados Unidos                                                         | 72.34    | Rosa Rodríguez VEN Venezuela                                                              | 71.59    | Kaila Butler CAN Canadá                                                                                 | 65.10    |
|                                     |                                                                                         |          |                                                                                           |          | |          |
| Heptatlo detalhes                   | Erin Marsh USA Estados Unidos                                                           | 5882     | Alysbeth Félix PUR Porto Rico                                                             | 5665     | Jordan Gray USA Estados Unidos                                                                          | 5494     |

* Atletas que só participaram das eliminatórias da prova, mas também recebem medalhas.
Misto
| Evento                         | Ouro                                                                                 | Ouro    | Prata                                                                | Prata   | Bronze                                                                          | Bronze  |
| ------------------------------ | ------------------------------------------------------------------------------------ | ------- | -------------------------------------------------------------------- | ------- | ------------------------------------------------------------------------------- | ------- |
| 4x400 metros detalhes          | Ezequiel Suárez Anabel Medina Robert King Marileidy Paulino DOM República Dominicana | 3:16.05 | Douglas Mendes Letícia Nonato Lucas Vilar Tiffani Marinho BRA Brasil | 3:18.55 | Demarius Smith Honour Finlay Richard Kuykendoll Jada Griffin USA Estados Unidos | 3:19.41 |
| Revezamento de marcha detalhes | Glenda Morejón Brian Pintado ECU Equador                                             | 3:16.05 | Kimberly García César Rodríguez PER Peru                             | 3:18.55 | Viviane Lyra Caio Bonfim BRA Brasil                                             | 3:19.41 |

## Quadro de medalhas

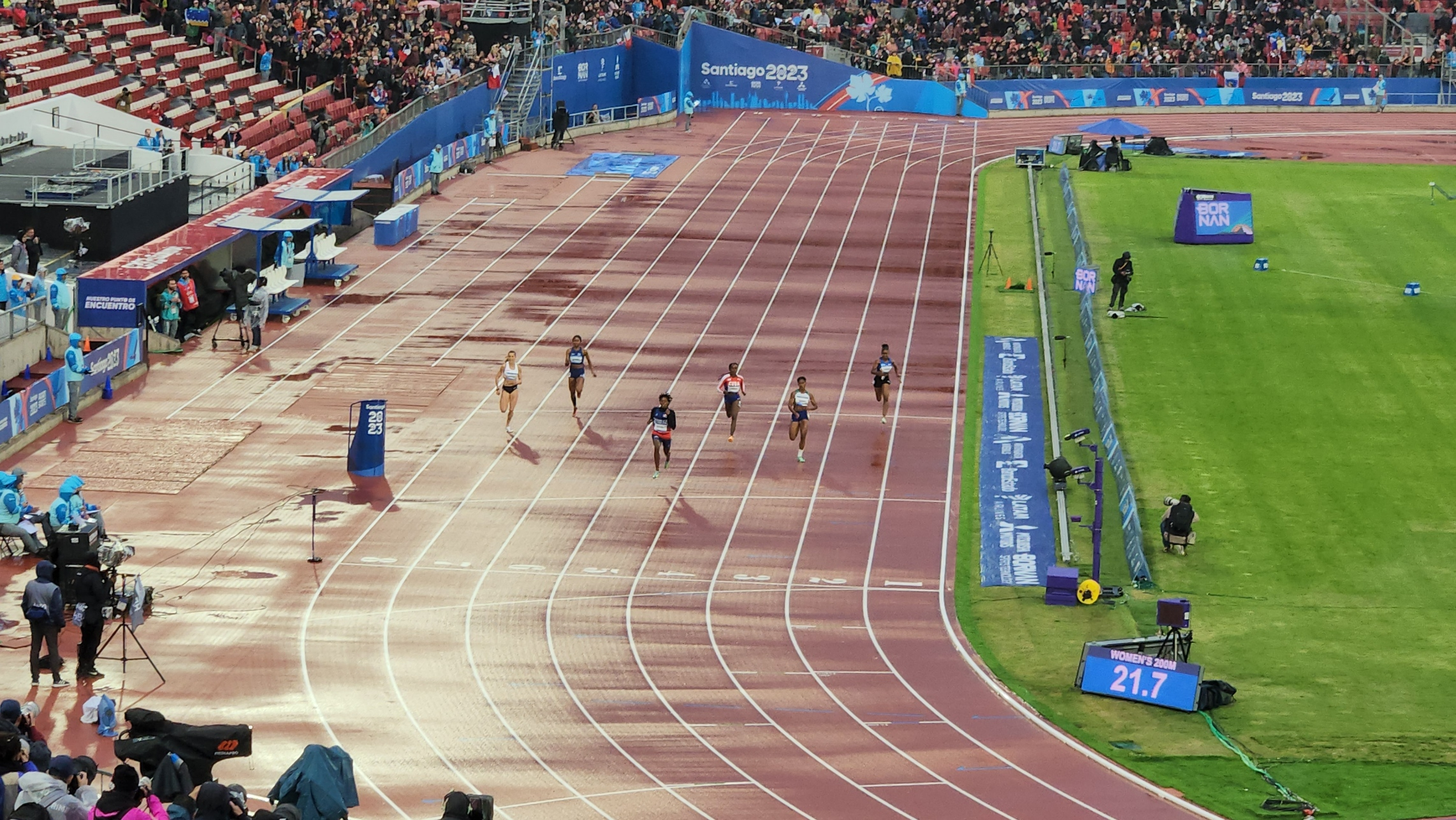
Estádio Nacional durante umas das competições de atletismo na pista

| Ordem | País                                | Medalha de ouro | Medalha de prata | Medalha de bronze |     |
| ----- | ----------------------------------- | --------------- | ---------------- | ----------------- | --- |
| 1     | USA Estados Unidos                  | 8               | 5                | 12                | 25  |
| 2     | BRA Brasil                          | 7               | 10               | 6                 | 23  |
| 3     | CUB Cuba                            | 7               | 6                | 5                 | 18  |
| 4     | CAN Canadá                          | 4               | 3                | 2                 | 9   |
| 5     | DOM República Dominicana            | 3               | 3                | 3                 | 9   |
| 6     | COL Colômbia                        | 3               | 2                | 2                 | 7   |
| 7     | CHI Chile                           | 3               | 2                | 1                 | 6   |
| 8     | VEN Venezuela                       | 3               | 2                |                   | 5   |
| 9     | PER Peru                            | 3               | 1                | 3                 | 7   |
| 10    | ECU Equador                         | 2               | 2                |                   | 4   |
| 11    | MEX México                          | 1               | 5                | 2                 | 8   |
| 12    | ARG Argentina                       | 1               | 2                | 1                 | 4   |
| 13    | JAM Jamaica                         | 1               |                  | 3                 | 4   |
| 14    | CRC Costa Rica                      | 1               |                  | 1                 | 2   |
| 15    | PAN Panamá                          | 1               |                  |                   | 1   |
| 16    | PUR Porto Rico                      |                 | 2                |                   | 2   |
| 17    | GUY Guiana                          |                 | 1                | 2                 | 3   |
| 18    | BAH Bahamas                         |                 | 1                | 1                 | 2   |
| 19    | URU Uruguai                         |                 | 1                |                   | 1   |
| 20    | DMA Dominica                        |                 |                  | 1                 | 1   |
|       | EAI Equipe de Atletas Independentes |                 |                  | 1                 | 1   |
|       | SKN São Cristóvão e Neves           |                 |                  | 1                 | 1   |
|       | TTO Trinidad e Tobago               |                 |                  | 1                 | 1   |
| TOTAL | TOTAL                               | 48              | 48               | 48                | 144 |